# Nordsee-Stadion
Le Nordsee-Stadion est un stade omnisports allemand, principalement utilisé pour le football et le football américain, situé à Lehe, quartier de la ville de Bremerhaven, dans le Land de Brême.
Le stade, doté de 10 000 places et inauguré en 1975, sert d'enceinte à domicile à l'équipe de football de l'OSC Bremerhaven, et à l'équipe de football américain des Seahawks de Bremerhaven.

## Histoire
En 1926, une installation sommaire est construite sur l'ancienne cour de triage de la gare de Zollinlandbahnhof, sur lequel jouera ensuite le club du Bremerhaven 93. Cette zone aurait dû normalement être utilisée pour le développement urbain dans les années 1970, mais la décision est finalement prise de construire un stade moderne.
Les travaux du stade débutent en mars 1974 dans un marais limoneux (410 pieux en béton d'une longueur allant jusqu'à 15 mètres ont dû être enfoncés dans le silt pour la tribune du stade et pour les bâtiments) pour s'achever en 1975. Il dispose de 4 000 places couvertes dans la tribune principale, et de 6 000 places debout. Il dispose alors de 15 000 places assises.
Depuis 1987, le stade est géré par la municipalité de Bremerhaven.